# Edward Charles Malesic
Edward Charles Malesic (Harrisburg, Pensilvânia, EUA, 14 de agosto de 1960) é um ministro americano e bispo católico romano de Cleveland.
Edward Malesic recebeu o Sacramento da Ordem em 30 de maio de 1987 para a diocese de Harrisburg.
Em 24 de abril de 2015, o Papa Francisco o nomeou Bispo de Greensburg. O arcebispo de Filadélfia, Charles Joseph Chaput OFMCap, o consagrou bispo em 13 de julho do mesmo ano. Co-consagradores foram seu antecessor Lawrence Eugene Brandt e o Bispo de Harrisburg, Ronald William Gainer.
Em 16 de julho de 2020, o Papa Francisco o nomeou Bispo de Cleveland. A posse ocorreu em 14 de setembro do mesmo ano.